# Ktzat Acheret
Ktzat Acheret or Ketzat Acheret (Hebreo: קצת אחרת, Un poco diferente) fue una banda israelí de rock progresivo que existió entre 1974-75. La banda estaba conformada por Shlomo Gronoich, Shem Tov Levi y Shlomo Idov. Ktzat Acheret es también el nombre del único álbum que el grupo musical publicó.
El grupo musical empezó acompañando a Nurit Galron en su comienzo de su carrera musical. Después de un show más independiente, el trío empezó una gira alrededor del país con canciones que escribieron.
El especial y original sonido del grupo, que era uno de los únicos grupos de música rock progresiva considerados en el país en esa época, era escuchada por músicos israelíes pero no tuvo éxito comercial. La falta de éxito comercial causó la disolución del grupo. Shlomo Gronich dejó Israel para buscarse una carrera fuera del país y estudiar música en Nueva York.